# Тодор Колев
Тодор Колев (болг. Тодор Петров Колев; нар. 26 серпня 1939, Шумен — пом. 15 лютого 2013, Софія) — культовий болгарський кіноактор (переважно комедійний). Також артист театру, педагог, музикант, шоумен, TV-персона.

## Біографія
Народився у Шумені в родині власника невеличкої швейної фабрики. Після совєцької окупації батька позбавили власності та помістили у концтабір. По звільненню він працював на власній фабриці, заробляючи гроші на всебічну освіту сина.
Тодор сумлінно навчався музиці (скрипка), але в основній школі постійно конфліктував з учителями, що призвело до його виключення з комсомолу та забороні отримувати повну середню освіту. Тим не менше, після вимушеної фізичної праці на заводі «Мадара», він отримує диплом та відправляється у військо (танкові війська).

### Творчість
З другого разу поступає до ВІТІС (Вищий театральний інститут), де навчається разом із майбутніми зірками болгарського кінематографу. Товаришує з відомим режисером Крікором Азаряном.
Працював у театрах міста Смолян, Шумен, Пловдив, у столичному «Сълза и смях», а також театрі «София». Взяв участь у 30 художніх фільмах, серед них «Цар и генерал», «Козият рог», «Иван Кондарев», «Двойникът», «Господин за един ден», «Опасен чар». Користувався винятковим успіхом як комедійний актор, дотепний стиліст.
Найбільш відома робота у театрі — головна роль у виставі «Човекоядка», яку відвідував, зокрема, й лідер держави Тодор Живков. У 1980-тих сам актор жартував: «Болгарію веселять два Тодори — Живков і Колев».

### Політика та телебачення
Перед падінням комуністичного режиму став політиком, обраний депутатом Всенародних Зборів (парламент Болгарії). Спробував скористатися правом реституції власності, відчуженої комуністами, але у Шумені поквапилися знести рідний будинок актора. Після цього — радник посольства Болгарії в Канаді. Це була остання спроба стати чиновником — повертається в Болгарію, де відкриває низку популярних телешоу («Как ще ги стигнем с… Тодор Колев» і «Вход свободен»).
1997 — 40-ве скликання парламенту Болгарії піддало люстрації Тодора Колева, оголошено про причетність актора до співпраці з комуністичними спецслужбами (завербований у вересні 1987).
1999 видав автобіографічну книжку «Варненський софіянець із Шумена».
2013 помер від раку легенів.
У червні 2014 у Шумені встановлено пам'ятник Тодору Колеву.

## Фільмографія
- «Цар и генерал» (1966)
- «Случаят Пенлеве» (1968)
- «Един миг свобода» (1968) — Поручик
- «Няма нищо по-хубаво от лошото време» (1971)
- «10 дни неплатени» (1972) — Капітанов
- «Козият рог» (1972) — Делі
- «Трета след слънцето» (1972) — Лен
- «Като песен» (1973)
- «Преброяване на дивите зайци» (1973) — Молодий мисливець
- «Иван Кондарев» (1974)
- «Последният ерген» (1974) — Цоков
- «Началото на деня» (1974) — Журналіст
- «100 тона щастие» (1978)
- «Всички и никой» (1978)
- «Топло» (1978) — Майстер
- «Двойникът» (1980) — Доцент Денев; Брат у перших Іван
- «Где-то плачет иволга» (1980)
- «Царска пиеса» (1982) — Петр; Цар
- «Господин за един ден» (1983) — Пурко
- «Опасен чар» (1984)
- «Черните лебеди» (1984) — Батько Віолети
- «Смъртта може да почака» (1985) — Маранзов
- «Само ти, сърце» (1987) — Директор Мілчев
- «Човек на паважа» (1987) — Слідчий
- «Нощем по покривите» (1988) — Коста Рашков
- «Без драскотина» (1989)
- «Тест '88» (1989)
- «Зона Б-2» (1989) — Бонев
- «Разводи, разводи» (1989)
- «Поверие за белия вятър» (1990)
- «Немирната птица любов» (1990)
- «Застраховката» (1998)
- «Испанска муха» (1998)
- «Морска сол» (2005; телесеріал)
- «Приключенията на един Арлекин» (2007; телесеріал)
- «Сутрешен блок» (2012; телесеріал)